# 어스웜 짐 2
《어스웜 짐 2》(Earthworm Jim 2)는 미국 기업 '샤이니 엔터테인먼트'에서 제작된 어스웜 짐의 두 번째 게임 작품이다. 출시 기종은 슈퍼패미콤, 메가드라이브, 세가 새턴, 플레이스테이션1, GBA으로 출시되었다. 전 시리즈에 비해 다양하고 코믹한 애니메이션 연출등으로 좋은 평가를 받았지만 전작 1편에 비해 액션보다는 미니게임 요소가 많아서 별로라는 평가도 많았다고 한다. 결국 다음날 어스웜 짐 3D로 이어지게 된다.
이 게임의 마지막 시리즈로써 주인공 어스웜 짐이 '싸우크로우(Psy-Crow)'에게 잡혀간 '공주(Princess What's her name)'을(를) 천신만고 끝에 구해낸다는 내용이지만 사실 공주와 숙적 '싸이크로우(Psy-Crow)'를 비롯해 정작 주인공 어스웜 짐의 본래 모습이 모두 젖소라는 사실이 밝혀지는데 이는 어스웜 짐2 엔딩 때에 나타난다. 결과적으로 어스웜 짐은 지렁이가 아니라 원래는 젖소라는 사실이 다 밝혀졌기 때문에 어스웜 짐 3으로 이어지지 못하고 완전히 게임이 끝나는 것이다. 대신, Play station 3와 2020년 지금까지도 많은 사람들에게 호감을 받아 어스웜 짐 주인공 출현이 자주 나온다.

## 전작과의 차이
이번 게임에서 전 시리즈 게임과 조금 달라진 점은 주인공의 조수 '피터 퍼피(Peter Puppy)'가 나오는 'Puppy Love'라는 미니게임 스테이지가 자주 등장한다. 이는 Psy-Crow 집에서 Psy-crow가 주인공을 향해 강아지나 아이템을 던져주는데 주인공은 배개로 떨어지지 않게 '피터 퍼피(Peter puppy)'가 서 있는 집 굴뚝 속에 주면 된다. 다음 단계로 넘어가려면 Psy-Crow가 주인공에게 폭탄을 줄 것인데 주인공은 절대로 떨어뜨리지 말고 마찬가지로 강아지 집 굴뚝에 주면 강아지가 Psy-Crow 집에 폭탄을 던지면 다음 단계로 넘어갈 수 있다. 그리고 강아지 떨어뜨리지 않은 기회는 4번이나 주어진다. 하지만 주인공이 강아지를 배개로 보호하지 않고 4번 다 떨어지면 애완견 동기가 무서운 괴물로 변해 주인공에게 타격을 입히면서 다시 4번의 기회가 주어진다. 단, 어스웜짐 1편과 유일하게 안정된 점은 어스웜짐1에서 '애완동물 동기' 단계에서는 피터 퍼피에게 1번 타격을 가하면 피터 퍼피가 바로 괴물로 변해 주인공에게 공격하는 점과는 좀 더 여유롭게 3번이나 기회가 더 주워진다는 점이다. 그리고 그 단계는 최대 3단계 혹은 4단계까지 있다. 물론 4단계까지 간 상태에서 Psy-Crow가 폭탄을 주인공에게 줄 때에 주인공은 배개로 애완견 동기 집에 주면 애완견 동기가 Psy-Crow에게 폭탄 던져 Psy-crow가 맞으면서 완전히 끝난다. 그리고 한 단계를 클리어할 때마다 도중에 젖소가 "Well Done"이라는 말을 남기는 게 항상인데 그게 어스웜 짐과 공주와 Psy-Crow의 본래 모습이라고 할 수 있다.

## 불행하고 어이없는 엔딩
위에 언급했듯이 어스웜 짐 2편 엔딩은 알고 보면 사실상 주인공들이 젖소라는 사실을 모두 숨기고 게임을 하고 있는 점과 마찬가지였다. 즉, 젖소로 게임을 하여 같은 젖소를 구하고 같은 젖소를 물리쳤다는 뜻이 된다. 다시 말하면, 애초부터 이 게임에서는 모두 젖소라는 의미는 이 게임에는 사실상 아군도 없고, 적도 없다는 뜻이며 그저 장난으로 했다는 뜻과 마찬가지이기 때문이다. 설령, 가장 어려운 하드 모드를 실행해서 엔딩까지 성공했다고 해도 안타깝게도 엔딩의 결과는 마찬가지다.

## 평가
| 평가 |                     |
| --- | ------------------- |
| 평론 점수 평론사 점수 올게임 (GEN) [ 7 ] CVG 3/10 (PS1) [ 8 ] EGM 7.875/10 (GEN) [ 9 ] 게임스팟 2/10 (GBA) [ 10 ] IGN 4/10 (GBA) [ 11 ] 닌텐도 라이프 (GEN) [ 12 ] Next Generation (GEN) [ 13 ] (SAT) [ 14 ] Sega Saturn Magazine 94% (GEN) [ 15 ] 72% (SAT) [ 16 ] |                     |
| 평론 점수 |                     |
| 평론사 | 점수                |
| 올게임 | (GEN)               |
| CVG | 3/10 (PS1)          |
| EGM | 7.875/10 (GEN)      |
| 게임스팟 | 2/10 (GBA)          |
| IGN | 4/10 (GBA)          |
| 닌텐도 라이프 | (GEN)               |
| Next Generation | (GEN) · (SAT)       |
| Sega Saturn Magazine | 94% (GEN) 72% (SAT) |

## 같이 보기
- 어스웜 짐